# Książnice Wielkie
Książnice Wielkie est une localité polonaise de la gmina de Koszyce, située dans le powiat de Proszowice en voïvodie de Petite-Pologne.